# MercurySteam Entertainment
 (juin 2020).
MercurySteam Entertainment, S.L. est une société espagnole de développement de jeux vidéo, fondée en 2002 et basée à San Sebastián de los Reyes à Madrid. Elle est composée d'anciens membres de Rebel Act Studios (studio à l'origine de Severance: Blade of Darkness).

## Jeux développés
| Titre                                         | Date de sortie | Plates-formes                         |
| --------------------------------------------- | -------------- | ------------------------------------- |
| Scrapland                                     | 2004           | PC, Xbox                              |
| Zombies                                       | 2006           | Nokia 6680, Nokia N70                 |
| Clive Barker's Jericho                        | 2007           | PC, PlayStation 3, Xbox 360           |
| Castlevania: Lords of Shadow                  | 2010           | PC, PlayStation 3, Xbox 360           |
| Castlevania: Lords of Shadow - Mirror of Fate | 2013           | Nintendo 3DS, PlayStation 3, Xbox 360 |
| Castlevania: Lords of Shadow 2                | 2014           | PC, PlayStation 3, Xbox 360           |
| Metroid: Samus Returns                        | 2017           | Nintendo 3DS                          |
| Spacelords                                    | 2017           | PC, PlayStation 4, Xbox one           |
| Metroid Dread                                 | 2021           | Nintendo Switch                       |
| Blades of Fire                                | 2025           | Windows, Xbox Series, Playstation 5   |